# Степ біля села Платонівка
Степ бі́ля села́ Плато́нівки — ботанічний заказник місцевого значення. Розташований в Бахмутському районі Донецької області біля села Платонівка. Статус заказника присвоєно рішенням обласної ради н.д. від 25 березня 1995 року. Площа — 5 га. Флористичний склад налічує близько 150 видів, у тому числі 5 видів, занесених до Червоної книги України — шоломниця крейдяна, ковила волосиста, ковила пірчаста, ковила Лессінга, ковила українська.  